# Стефан Цанев (офицер)
 Тази статия е за военния деец.  За писателя вижте Стефан Цанев.  
Стефан Цанев Цанев е български офицер (генерал-лейтенант), военен министър в периода от 21 април до 23 ноември 1935 г.

## Биография
Стефан Цанев е роден на 26 декември 1881 г. в село Градец, Котленско. През 1902 г. завършва Военното училище в София и е произведен в чин подпоручик. През 1909 г. е произведен в чин поручик, а през 1909 г. в чин капитан.

### Балкански войни (1912 – 1913)
През Балканската война (1912 – 1913) е интендант в щаба на 4-та пехотна преславска дивизия, след което е командир на 3-та рота в 7-и пехотен полк.

### Първа световна война (1915 – 1918)
През Първата световна война (1915 – 1918) е командир на дружина в 7-и пехотен полк. На 5 декември 1916 г. е произведен в чин майор.
В периода от 1918 до 1931 г. е командир последователно на 10-и и 25-и пехотен полк. На 1 април 1919 г. е произведен в чин подполковник, а на 26 март 1925 г. в чин полковник. През 1931 г. е назначен за командир на 2-ва пехотна тракийска дивизия. На 30 април 1933 г. е произведен в чин генерал-майор и назначен за командир на 1-ва пехотна софийска дивизия. В периода от 1934 до 1935 г. е началник на Втора военноинспекционна област.
На 21 април 1935 г. е назначен за военен министър, като заема този пост до 23 ноември същата година, след което е назначен за генерал-адютант на цар Борис III. На 5 май 1936 г. е произведен в чин генерал-лейтенант.
Умира след 1944 г. в Рим.

## Военни звания
- Подпоручик (1902)
- Поручик (1905)
- Капитан (1909)
- Майор (5 декември 1916)
- Подполковник (1 април 1919)
- Полковник (26 март 1925)
- Генерал-майор (30 април 1933)
- Генерал-лейтенант (6 май 1936)

## Награди
- Военен орден „За храброст“ IV степен, 1-ви и 2-ри клас
- Княжеский орден „Св. Александър“ I степен без мечове и IV степен с мечове
- Народен орден „За военна заслуга“ – велик кръст и V степен на военна лента
- Германски орден „Железен кръст“ II степен